# 繁桝算男
繁桝 算男（しげます かずお、1946年2月6日 - ）は、日本の心理学者・統計学者。専門は計量心理学、ベイズ統計学、パーソナリティ理論。東京大学名誉教授、帝京大学教授。

## 人物
愛媛県生まれ。愛媛県立八幡浜高等学校、東京大学教育学部教育心理学科卒業。1970年に東京大学大学院教育学研究科修士課程修了。1974年アイオワ大学大学院修了 (Ph.D.)。
帰国後は1977年より東北大学助教授、1990年より東京工業大学教授を経て、1996年より東京大学総合文化研究科教授。2009年に定年退任、名誉教授、帝京大学教授となる。
2009年-2011年の間、日本心理学会理事長を務めた。
子に認知心理学者で高知工科大学教授の繁桝博昭や社会心理学者で青山学院大学教授の繁桝江里がいる。

## 著書
- 繁桝算男『ベイズ統計入門』東京大学出版会、1985年。ISBN 978-4130420617。
- 柳井晴夫、繁桝算男、前川眞一、市川雅教『因子分析 ―その理論と方法―』朝倉書店〈統計ライブラリー〉、1990年。ISBN 978-4254125436。
- 繁桝算男『意思決定の認知統計学』朝倉書店〈行動計量学シリーズ〉、1995年。ISBN 978-4254126518。
- 繁桝算男『後悔しない意思決定』岩波書店〈岩波科学ライブラリー〉、2007年。ISBN 978-4000074698。

## 共編著
- 繁桝算男（編） 編『心理測定法』放送大学教育振興会〈放送大学教材〉、1998年。ISBN 978-4595587788。
- 繁桝算男、森敏昭・柳井晴夫『Q&Aで知る統計データ解析 - DOs and DON'Ts』サイエンス社〈心理学セミナーテキストライブラリ〉、1999年。ISBN 978-4781911861。
- 中島義明（編）・箱田裕司（編）・繁桝算男（編） 編『新・心理学の基礎知識』有斐閣〈有斐閣ブックス〉、2005年。ISBN 978-4641183117。
- 繁桝算男、本村陽一・植野真臣『ベイジアンネットワーク概説』培風館、2006年。ISBN 978-4563015688。
- 繁桝算男、橋本貴充・大森拓哉『心理統計学 - データ解析の基礎を学ぶ』培風館〈心理学の世界 専門編〉、2008年。ISBN 978-4563058944。
- 繁桝算男（編）・丹野義彦（編） 編『心理学の謎を解く - はじめての心理学講義』医学出版、2009年。ISBN 978-4287191002。

## 翻訳
- Ian J. Deary『1冊でわかる知能』繁桝算男（訳）、岩波書店、2004年（原著2001年）。ISBN 978-4000268769。
- Thomas P. Hogan『心理テスト - 理論と実践の架け橋』繁桝算男（訳）・椎名久美子（訳）・石垣琢麿（訳）、培風館、2010年。ISBN 978-4563052041。